# Сугарево
Суга̀рево е село в Югозападна България. То се намира в община Сандански, област Благоевград.

## Население

### Етнически състав
Преброяване на населението през 2011 г.
Численост и дял на етническите групи според преброяването на населението през 2011 г.:
|                     | Численост |
| Общо                | 19        |
| Българи             | 19        |
| Турци               | -         |
| Цигани              | -         |
| Други               | -         |
| Не се самоопределят | -         |
| Неотговорили        | -         |

## География
Село Сугарево се намира в планински район в югозападните склонове на Пирин планина. Климатът е преходносредиземноморски с летен минимум и зимен максимум на валежите. През землището на селото тече Сугаревска река, основен приток на Мелнишката река.

## История
През XIX век Сугарево е малко чисто българско село, числящо се към Мелнишката каза на Османската империя. В „Етнография на вилаетите Адрианопол, Монастир и Салоника“, издадена в Константинопол в 1878 година и отразяваща статистиката на населението от 1873 година, Сугарево (Sougarévo) е посочено като село с 15 домакинства с 50 жители българи. Според статистиката на Васил Кънчов („Македония. Етнография и статистика“) от 1900 година селото брои 194 жители, всички българи-християни.
В началото на XX век цялото село е под върховенството на Цариградската патриаршия. По данни на секретаря на Българската екзархия Димитър Мишев („La Macédoine et sa Population Chrétienne“) през 1905 година в селото брои 236 българи патриаршисти гъркомани.
При избухването на Балканската война през 1912 година трима души от селото са доброволци в Македоно-одринското опълчение.

## Културни и природни забележителности
Църквата „Свети Илия“ е построена през 1856 година от местния жител Маню Сирманов след съновидение и в голяма степен е съхранила автентичният си облик. Тя е изграден на ръба на дълбока пропаст. Край църквата се намира общият гроб на Тодор Александров и Панзо Зафиров и гробовете на Симеон Евтимов, Иван Параспуров и Антон Попов.

## Редовни събития
- Традиционният събор на селото се провежда ежегодно на 20 юли – Илинден.

## Личности
Родени в Сугарево
- Ангел Сугарвалията, деец на ВМОК[7]
- Динчо Сугарски (1896 - 1924), деец на ВМРО
- Иван Николов Нойков – Ванката, член на Серския революционен окръг от 1907 година[8]

Починали в Сугарево
- Панзо Зафиров (1896 – 1924), български революционер
- Тодор Александров (1881 – 1924), български революционер, водач на ВМРО